# Egil Bergstad
Egil Bergstad (1930. február 6. – 2012. július 4.) norvég nemzetközi labdarúgó-játékvezető.

## Pályafutása

### Nemzeti kupamérkőzések
Vezetett kupadöntők száma: 1.

#### Norvég labdarúgókupa
| Időpont           | Helyszín               | Mérkőzés típusa | Mérkőzés                | Eredmény | Nézők száma |
| ----------------- | ---------------------- | --------------- | ----------------------- | -------- | ----------- |
| 1974. október 20. | Ullevaal Stadion, Oslo | döntő           | Skeid Fotball–Viking FK | 3 – 1    | 14 276      |

### Nemzetközi játékvezetés
A Norvég labdarúgó-szövetség Játékvezető Bizottsága (JB) terjesztette fel nemzetközi játékvezetőnek, a Nemzetközi Labdarúgó-szövetség (FIFA) 1971-től tartotta nyilván bírói keretében. Több nemzetek közötti válogatott és klubmérkőzést vezetett, vagy működő társának partbíróként segített. Az aktív nemzetközi játékvezetéstől 1976-ban búcsúzott. Válogatott mérkőzéseinek száma: 2.

#### A magyar labdarúgó-válogatott mérkőzései (1902–1929)
| Időpont           | Helyszín                         | Mérkőzés típusa          | Mérkőzés           | Eredmény | Nézők száma |
| ----------------- | -------------------------------- | ------------------------ | ------------------ | -------- | ----------- |
| 1973. október 13. | Idrætsparken Stadion, Koppenhága | 476. válogatott mérkőzés | Dánia–Magyarország | 2 – 2    | 20 000      |

## Külső hivatkozások
- Egil Bergstad. footballzz.com. (Hozzáférés: 2013. április 14.)
- Egil Bergstad. eu-football.info. (Hozzáférés: 2013. április 14.)
- Egil Bergstad. weltfussball.com. (Hozzáférés: 2013. április 14.)[halott link]

| Elődje: Svein-Inge Thime | Kupa-döntő 1974 | Utódja: Kaare Lindboe |